# Élodie Bouchez
Élodie Bouchez (Montreuil-sous-Bois, 5 aprile 1973) è un'attrice francese.
È conosciuta soprattutto per aver vinto il Premio César per la migliore promessa femminile con il film L'età acerba di André Téchiné e per aver ottenuto il premio per la migliore attrice al Festival di Cannes con il film La vita sognata degli angeli (La Vie rêvée des anges, 1998).

## Biografia
Nel 1995 ha vinto il Premio César per la migliore promessa femminile impersonando Maïté Alvarez nel film L'età acerba (Les roseaux sauvages) diretto da André Téchiné, nella pellicola si è esibita accanto a Gaël Morel e Stéphane Rideau.
Nel 1996 ha recitato di nuovo al fianco di Stéphane Rideau, in A tutta velocità (À toute vitesse). In questo lungometraggio, diretto da Gaël Morel, ha interpretato Julie, una ragazza di belle speranze innamorata prima del giovane scrittore Quentin (Pascal Cervo) e poi del coraggioso e sfortunato Jimmy (Stéphane Rideau), morto per salvare da un attacco razzista Samir (Méziane Bardani), un amico omosessuale di origine algerina.
Alla fine del 2005 è entrata a far parte del cast della serie televisiva statunitense Alias con il ruolo di Renée Rienne, un'assassina che lavora segretamente per la CIA. Ha inoltre recitato nella serie tv The L Word interpretando Claude, una scrittrice francese che incontra Jenny durante un viaggio in Canada. Il cantautore David Mead ha composto la canzone Élodie per lei.

## Vita privata
Risiede a Beverly Hills, in California, con suo marito Thomas Bangalter, ex componente del duo elettronico Daft Punk, e i loro due figli, Tara-Jay e Roxan.

## Filmografia
- Stan the Flasher, regia di Serge Gainsbourg (1989)
- Le cahier volé, regia di Christine Lipinska (1992)
- Tango, regia di Patrice Leconte (1993)
- Le Péril jeune, regia di Cédric Klapisch (1994)
- L'età acerba (Les Roseaux sauvages), regia di André Téchiné (1994)
- Les mots de l'amour, regia di Vincent Ravalec (1994)
- Le chêne et le roseau, regia di André Téchiné (1994)
- Le plus bel âge..., regia di Didier Haudepin (1995)
- La divine poursuite, regia di Michel Deville (1996)
- La propriétaire, regia di Ismail Merchant (1996)
- A tutta velocità (À toute vitesse), regia di Gaël Morel (1996)
- Mademoiselle personne, regia di Pascale Bailly (1996)
- Louise (take 2), regia di Siegfried (1997)
- Les raisons du cœur, regia di Markus Imhoof (1997)
- Clubbed to Death (Lola), regia di Yolande Zauberman (1997)
- Le ciel est à nous, regia di Graham Guit (1997)
- J'aimerais pas crever un dimanche, regia di Didier Le Pêcheur (1998)
- Les kidnappeurs, regia di Graham Guit (1998)
- La vita sognata degli angeli (La Vie rêvée des anges), regia di Érick Zonca (1998)
- Je veux descendre, regia di Sylvie Voyer (1998)
- Zonzon, regia di Laurent Bouhnik (1998)
- Lovers - French Dogma Number One (Lovers), regia di Jean-Marc Barr (1999)
- Premières neiges, regia di Gaël Morel (1998)
- Tutta colpa di Voltaire (La Faute à Voltaire), regia di Abdellatif Kechiche (2000)
- Too much flesh, regia di Jean-Marc Barr (2000)
- Shooting vegetarians, regia di Mikey Jackson (2000)
- The beat nicks, regia di Nicholson Williams (2000)
- CQ, regia di Roman Coppola (2001)
- La guerre à Paris, regia di Yolande Zauberman (2001)
- Being light, regia di Jean-Marc Barr (2001)
- Pollicino (Le Petit Poucet), regia di Olivier Dahan (2001)
- Il patto del silenzio (Le Pacte du silence), regia di Graham Guit (2003)
- Stormy Weather, regia di Sólveig Anspach (2003)
- America Brown, regia di Paul Black (2003)
- À quoi ça sert de voter écolo?, regia di Aure Atika - cortometraggio (2003)
- Alias, serie TV, 12 episodi (2005-2006)
- Brice de Nice, regia di James Huth (2005)
- The L Word, serie TV, 2 episodi (2007)
- Je déteste les enfants des autres, regia di Anne Fassio (2007)
- Héros, regia di Bruno Merle (2007)
- Après lui, regia di Gaël Morel (2007)
- Ma place au soleil, regia di Eric de Montalier (2007)
- Tel père telle fille, regia di Olivier de Plas (2007)
- 2 Alone in Paris (Seuls Two), regia di Ramzy Bedia e Eric Judor (2008)
- Douce France, regia di Stéphane Giusti - film TV (2009)
- Amore facciamo scambio? (Happy few), regia di Antony Cordier (2010)
- The imperialists are still alive, regia di Zeina Durra (2010)
- La grande boucle, regia di Laurent Tuel (2013)
- Juliette, regia di Pierre Godeau (2013)
- Etre ou ne pas être, regia di Laëtitia Masson (2014)
- Réalité, regia di Quentin Dupieux (2014)
- Black Tide - Un caso di scomparsa (Black Tide), regia di Érick Zonca (2018)
- Pupille - In mani sicure (Pupille), regia di Jeanne Herry (2018)
- Simone Veil - La donna del secolo (Simone, le voyage du siècle), regia di Olivier Dahan (2021)
- Hawaii, regia di Mélissa Drigeard (2023)
- L'amore che non muore (L'Amour ouf), regia di Gilles Lellouche (2024)
- Enzo, regia di Robin Campillo (2025)

## Doppiatrici italiane
Nelle versioni in italiano delle opere in cui ha recitato, Élodie Bouchez è stato doppiata da:
- Antonella Baldini in L'età acerba
- Greta Bonetti in Black Tide - Un caso di scomparsa
- Domitilla D'Amico in CQ
- Claudia Pittelli in La vita sognata degli angeli
- Pascale Reynaud in Lovers - French Dogma Number One
- Federica De Bortoli in L'amore che non muore